# Kalinga (dier)
Kalinga is een geslacht van weekdieren uit de klasse van de Gastropoda (slakken).

## Soort
- Kalinga ornata Alder & Hancock, 1864